# Vincentius Sutikno Wisaksono

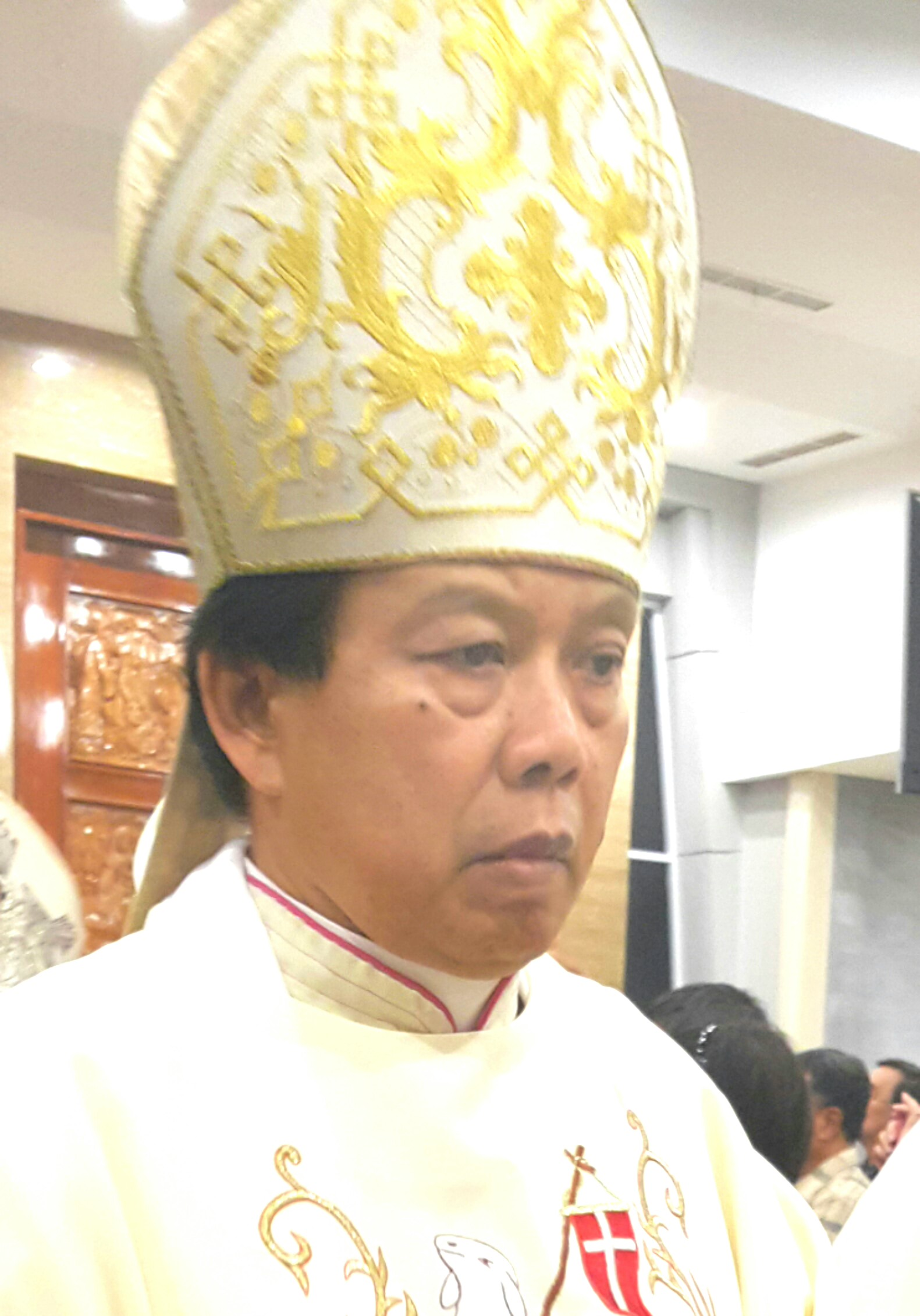
Bischof Vincentius Sutikno Wisaksono (2017)

Vincentius Sutikno Wisaksono (* 26. September 1953 in Surabaya; † 10. August 2023 ebenda) war ein indonesischer Geistlicher und römisch-katholischer Bischof von Surabaya.

## Leben
Vincentius Sutikno Wisaksono und seine Familie wurden am 7. Mai 1966 getauft. Er besuchte von 1960 bis 1961 die St. Anna Elementary School, von 1961 bis 1966 die St. Michael Elementary School und von 1966 bis 1969 die Angelus Custos Junior High School in Surabaya sowie von 1970 bis 1977 das Kleine Seminar St. Vincent de Paul in Blitar. Anschließend studierte er von 1975 bis 1981 Philosophie und Katholische Theologie am Priesterseminar St. Paul in Yogyakarta. Daneben absolvierte er 1977 ein pastorales Praktikum in der Pfarrei St. Joseph in Kediri. Außerdem arbeitete er neben dem Studium in einer Lederfabrik. Wisaksono erhielt am 23. September 1980 durch den Erzbischof von Semarang, Justinus Kardinal Darmojuwono, die liturgische Beauftragung zum Akolythen. Der Bischof von Surabaya, Jan Antonius Klooster CM, spendete ihm am 23. September 1981 die Diakonenweihe und am 21. Januar 1982 in der Kathedrale Hati Kudus Yesus in Surabaya das Sakrament der Priesterweihe für das Bistum Surabaya.
Wisaksono war nach der Priesterweihe zunächst als Pfarrvikar der Pfarrei St. Joseph in Kediri tätig, bevor er 1983 Lehrer und Ökonom am Kleinen Seminar St. Vincent de Paul in Blitar wurde. 1988 wurde er für weiterführende Studien auf die Philippinen entsandt, wo er 1991 an der Universität De La Salle in Manila bei Marita Bernardo mit der Arbeit Relationship between self-esteem and the internalization of priestly vocational values among Vincentian theology students („Beziehung zwischen dem Selbstwertgefühl und der Verinnerlichung der Werte der Priesterberufung bei vinzentinischen Theologiestudenten“) einen Master im Fach psychologische Beratung erwarb. Nach der Rückkehr in seine Heimat wurde Wisaksono Regens des interdiözesanen Priesterseminars in Malang. Außerdem gehörte er in dieser Zeit dem Konsultorenkollegium des Bistums Surabaya an. Im Jahr 2000 setzte er seine Studien an der Universität De La Salle fort, die er 2004 mit einem Ph.D. im Fach psychologische Beratung abschloss. Ab 2004 war Wisaksono Pfarrvikar der Kathedrale Hati Kudus Yesus in Surabaya.
Papst Benedikt XVI. ernannte ihn am 3. April 2007 zum Bischof von Surabaya. Die Bischofsweihe spendete ihm der Erzbischof von Jakarta, Julius Riyadi Kardinal Darmaatmadja SJ, am 29. Juni desselben Jahres im Jala-Krida-Mandala-Stadion in Surabaya; Mitkonsekratoren waren Ignatius Suharyo Hardjoatmodjo, Militärbischof von Indonesien und Erzbischof von Semarang, und Herman Joseph Sahadat Pandoyoputro OCarm, Bischof von Malang. Sein Wahlspruch Ut vitam habeant abundantius habeant („Damit sie das Leben haben und es in Fülle haben“) stammt aus Joh 10,10 . Als Bischof gründete Wisaksono das Priesterseminar des Bistums Surabaya und 2009 den Diözesanpastoralrat. In der Indonesischen Bischofskonferenz (KWI) gehörte er zudem von 2015 bis 2018 dem ständigen Rat an und leitete den interdiözesanen Solidaritätsfonds. Darüber hinaus war er von 2015 bis 2021 Mitglied des Finanzausschusses.
Wisaksono starb im August 2023 im Alter von 69 Jahren im St. Vincentius a Paulo Hospital in Surabaya.